# Maggie Smith
Pour les articles homonymes, voir Smith.
Margaret Smith, dite Maggie Smith ([mæɡi smɪθ]), est une actrice britannique, née le 28 décembre 1934 à Ilford (comté d'Essex, Angleterre) et morte le 27 septembre 2024 à Londres.
Considérée comme l'une des plus grandes comédiennes du Royaume-Uni, Maggie Smith est l'une des plus prolifiques interprètes du théâtre britannique. Elle joue dans des films notables comme Mort sur le Nil (1978), Le Choc des Titans (1981), Chambre avec vue (1986), Hook ou la Revanche du capitaine Crochet (1991), Sister Act (1992) et Gosford Park (2001), mais devient surtout connue du grand public lorsqu'elle incarne le professeur Minerva McGonagall dans la saga Harry Potter (2001-2011), ainsi que Violet Crawley, comtesse douairière de Grantham, dans Downton Abbey, rôle qu'elle tient d'abord à la télévision (2010-2015), puis au cinéma (2019 et 2022).
Ses performances sur la scène et à l'écran lui valent deux Oscars (meilleure actrice pour Les Belles Années de miss Brodie et meilleure actrice dans un second rôle pour California Hôtel), trois Golden Globes, six BAFTA, quatre Emmy Awards et un Tony Award.
Elle a été élevée au rang de dame commandeur (DBE) de l'ordre de l'Empire britannique en 1990 par la reine Élisabeth II pour « services rendus aux arts de la scène » et faite compagnon d'honneur en 2014.

## Biographie

### Débuts
Margaret Natalie Smith naît le 28 décembre 1934 à Ilford, dans le comté d'Essex, en Angleterre, au (Royaume-Uni),. Sa mère, écossaise, Margaret Hutton, est secrétaire et son père, anglais, Nathaniel Smith, est professeur à l'université d'Oxford.
Elle fait ses études secondaires à l'Oxford High School. Elle étudie l'art dramatique au début des années 1950 à la Oxford Playhouse School, puis signe son premier contrat professionnel en 1956 pour New Faces 56' joué à New York.
Après quelques autres pièces, elle est engagée en 1959 dans la troupe de l'Old Vic Theatre de Londres, où elle interprète plusieurs pièces de William Shakespeare. En 1960, elle remplace Joan Plowright pour le rôle de Daisy dans Rhinocéros d'Eugène Ionesco mis en scène par Orson Welles, avec Laurence Olivier dans le rôle de Béranger. Maggie Smith rencontre ensuite plusieurs succès sur scène, notamment dans The Private Ear et The Public Eye de Peter Shaffer et dans Mary Mary de Jean Kerr.
C'est alors que Laurence Olivier, qui est en train de constituer la future troupe du Royal National Theatre (RNT), lui propose de le rejoindre. Elle hésite puis accepte finalement. La troupe prend ses quartiers à l'Old Vic Theatre, le National Theatre tel qu'il existe aujourd'hui à Londres n'étant pas encore construit. Maggie Smith fait partie de la troupe du RNT jusqu'en 1970. Avec son futur mari Robert Stephens, elle y devient l'une des vedettes du théâtre londonien : elle interprète entre autres Hay Fever de Noël Coward avec Edith Evans, Solness le constructeur d'Henrik Ibsen avec Michael Redgrave, Beaucoup de bruit pour rien de Shakespeare mis en scène par Franco Zeffirelli et Othello aux côtés de Laurence Olivier. Lorsqu'en 1970, ce dernier invite Ingmar Bergman à mettre en scène Hedda Gabler d'Ibsen à Londres, c'est à Maggie Smith qu'il offre le rôle-titre.

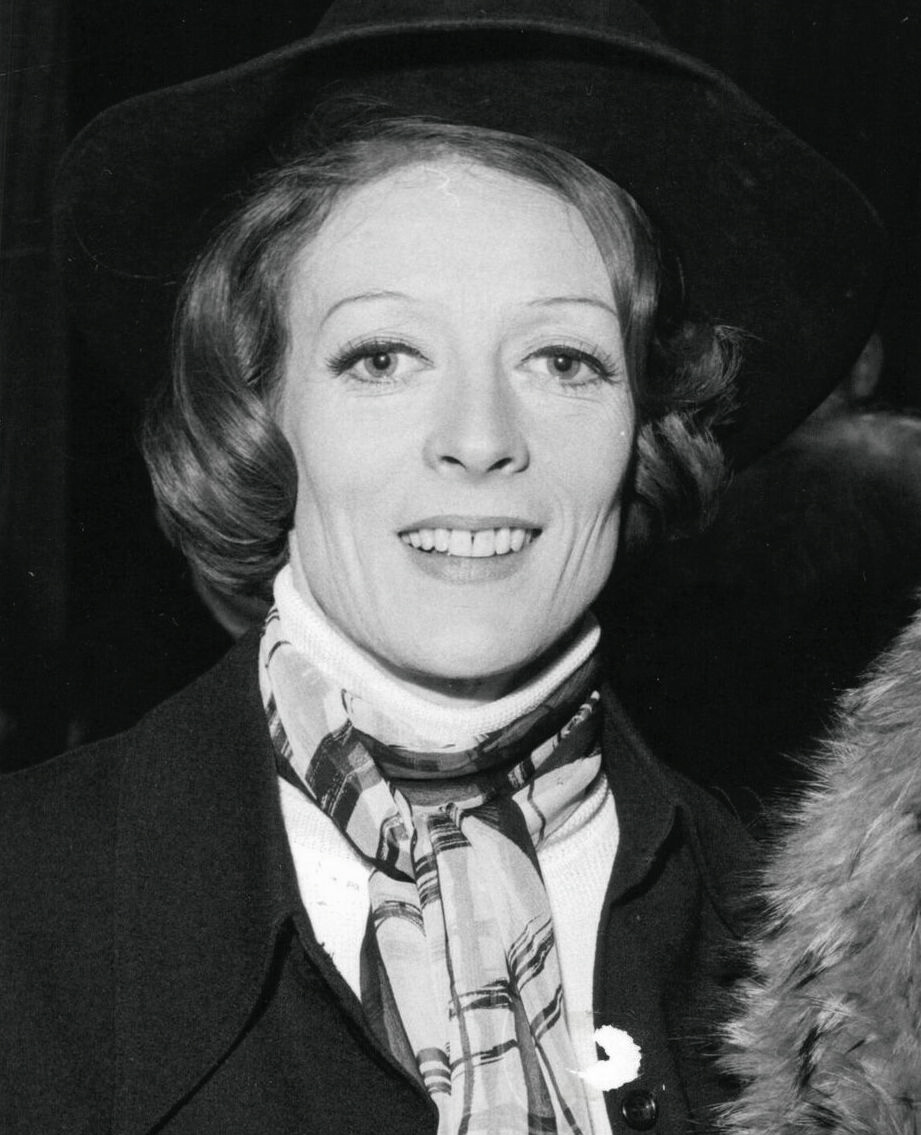
Maggie Smith en 1973.

Au début des années 1970, elle quitte le RNT et va s'imposer grâce au succès de la comédie de Noël Coward, Les Amants terribles, mise en scène par John Gielgud, qu'elle joue d'abord à Londres, puis en tournée aux États-Unis. C'est au cours de cette tournée que son mariage avec Robert Stephens prend fin. Elle se remarie juste après avec le dramaturge et scénariste Beverley Cross. À l'invitation de Robin Philips, directeur artistique du Festival de Stratford au Canada, elle rejoint alors la troupe de Stratford.
Cet exil volontaire au Canada prend fin en 1980. Durant ces années, Maggie Smith ne joue presque exclusivement qu'à Stratford, des pièces de Shakespeare, Coward et Tchekhov. Son véritable retour sur les scènes londoniennes survient au début de 1981 grâce à la pièce Virginia d'Edna O'Brien, initialement créée à Stratford. Elle y retrouve le statut qui était le sien avant son départ, apparaissant notamment dans Le Train du monde (The Way of the World) de William Congreve face à Joan Plowright et dans La Machine infernale de Jean Cocteau avec Lambert Wilson. À la fin des années 1980, elle connaît un immense succès à Londres et à New York avec Lettice and Lovage, une pièce spécialement écrite pour elle par Peter Shaffer. Elle rencontre à nouveau de grands succès dans les années 1990, où elle joue des pièces d'Oscar Wilde, Edward Albee et Alan Bennett.

### Au cinéma

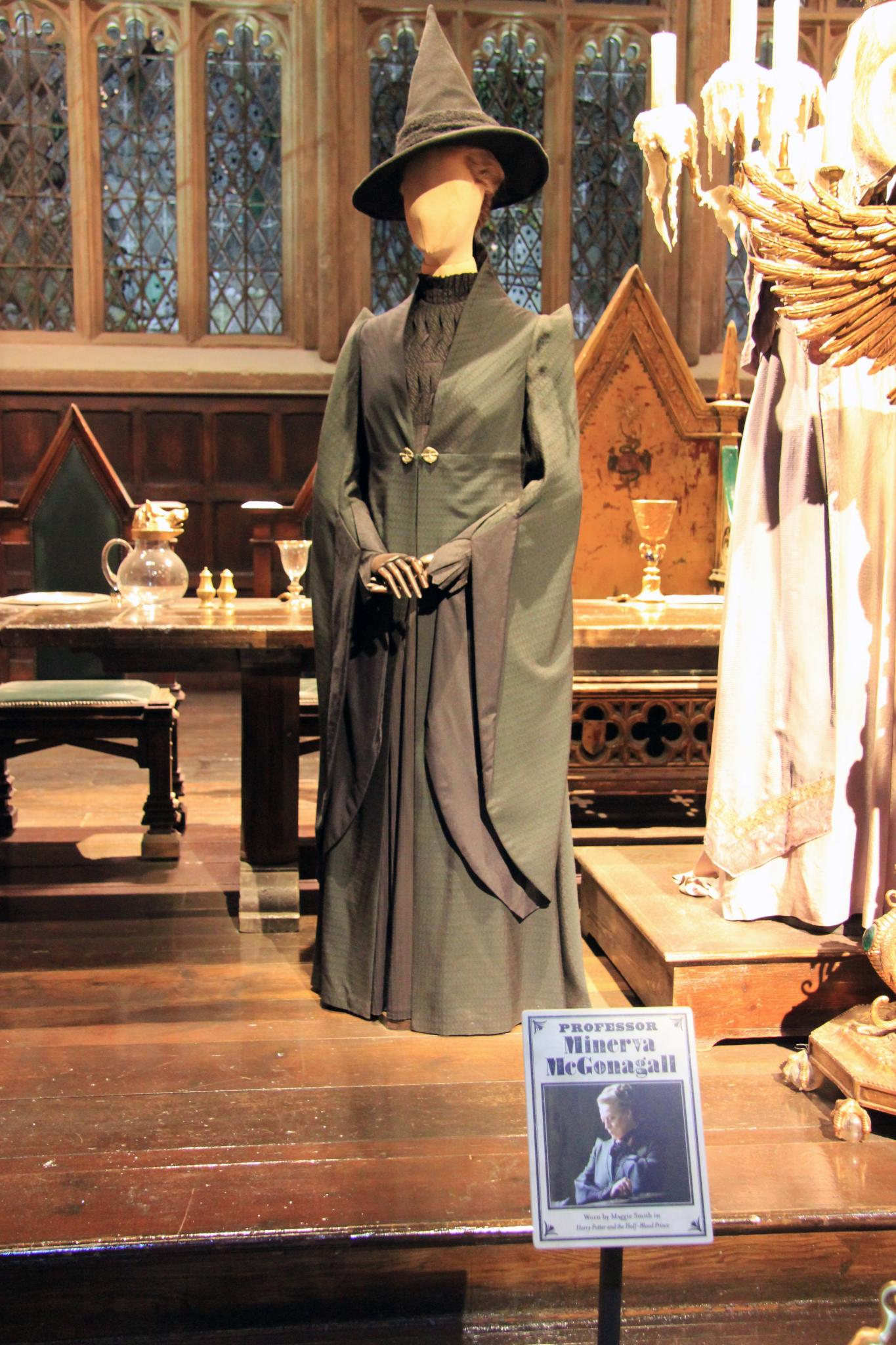
Costume de Minerva McGonagall dans la saga Harry Potter à l'exposition The Making of Harry Potter.

Maggie Smith fait ses débuts au cinéma en 1958 dans Le Criminel aux abois de Basil Dearden et Seth Holt. En 1963, elle joue dans Hôtel international aux côtés d'Elizabeth Taylor et Richard Burton. En 1965, elle interprète le rôle de Desdémone dans Othello (tourné dans la foulée des représentations du Royal National Theatre), qui lui vaut sa première nomination à l'Oscar de la meilleure actrice dans un second rôle. C'est en 1970 qu'elle remporte son premier Oscar, celui de la meilleure actrice pour Les Belles Années de miss Brodie. Elle continue de jouer et est nommée pour la troisième fois à l'Oscar pour son rôle dans Voyages avec ma tante en 1973.
Maggie Smith a travaillé avec quelques-uns des cinéastes les plus prestigieux comme Joseph L. Mankiewicz (Guêpier pour trois abeilles), George Cukor (Voyages avec ma tante) ou encore Steven Spielberg (Hook ou la Revanche du capitaine Crochet). Son interprétation dans Chambre avec vue (1986), aux côtés d'une autre grande figure du théâtre britannique, Judi Dench, née comme elle en 1934 et qu'elle retrouvera dans Un thé avec Mussolini (1999) de Franco Zeffirelli, Indian Palace (2011) et sa suite Indian Palace : Suite royale (2015) de John Madden, lui vaut notamment le BAFTA de la meilleure actrice et le Golden Globe de la meilleure actrice dans un second rôle.
À côté des rôles classiques (Richard III, Washington Square, Jane), l'actrice s'impose aussi dans la comédie comme Chauds, les millions face à Peter Ustinov, qu'elle retrouve dans les célèbres adaptations des enquêtes d'Hercule Poirot Mort sur le Nil (1978) et Meurtre au soleil (1982). Elle joue aussi dans Porc royal avec Michael Palin et Quartet de James Ivory. Elle incarne la mère supérieure dans Sister Act et sa suite, puis le professeur Minerva McGonagall dans Harry Potter à l'école des sorciers en 2001, personnage qu'elle retrouve dans tous les films de la saga à l'exception de Harry Potter et les Reliques de la Mort, partie 1, pour raisons de santé.
En 2001, Gosford Park de Robert Altman lui vaut sa sixième nomination aux Oscars.

### À la télévision
C'est surtout en début de carrière, comme jeune comédienne, que Maggie Smith accepte des rôles dans des séries télévisées. Trop occupée par le théâtre et le cinéma, elle espace ensuite ses participations. Elle ne fait ainsi aucune apparition à la télévision entre 1972 et 1983 et, après cette date, elle apparaît dans une poignée de productions. Toutefois, en 2010, elle accepte le rôle de Violet Crawley, comtesse douairière de Grantham, dans la série acclamée par la critique, Downton Abbey, rôle qui lui permet de remporter de nombreux prix et renforce sa notoriété. « La notoriété est quelque chose de totalement stupide », déclare-t-elle en mai 2017, lors d’une intervention au British Film Institute.« J’ai mené une vie parfaitement normale jusqu’à Downton Abbey. Or, j’avais fait énormément de choses quand cette série est arrivée. J’allais au théâtre, dans les galeries d’art toute seule. Maintenant, je ne peux plus. ».

### Autres activités
À l'âge de 88 ans, Maggie Smith est choisie par la marque de luxe Loewe comme égérie pour la promotion en 2024 d'une collection de sacs.

### Vie privée
Maggie Smith s'est mariée à deux reprises : 
- de 1967 à 1974 avec l'acteur Robert Stephens dont elle a deux enfants[3] qui deviennent acteurs eux aussi, Chris Larkin (né en 1967) et Toby Stephens (né en 1969).
- puis avec le dramaturge et scénariste Beverley Cross, de 1975 à la mort de ce dernier, en 1998[3].

Atteinte de la maladie de Basedow, elle a subi une radiothérapie et une opération des yeux en 1988. En 2007, on lui diagnostique un cancer du sein, elle doit de ce fait porter une perruque pendant les tournages des trois derniers épisodes de la saga Harry Potter en raison d'une chimiothérapie qui l'affaiblissait et la rendait « terriblement malade »,. Elle a été déclarée guérie par les médecins après deux ans de traitement.

### Mort et hommages
Maggie Smith meurt paisiblement le matin du 27 septembre 2024 à l'hôpital londonien de Chelsea and Westminster Hospital, à l'âge de 89 ans,, trois mois avant son 90e anniversaire.
Sa mort est annoncée par ses deux fils, Chris Larkin et Toby Stephens, dans un communiqué de presse rendu public le jour même, en début d'après-midi. Une pluie d'hommages lui sont rendus, notamment par Daniel Radcliffe, Emma Watson, Rupert Grint, le roi Charles III mais également par la ville de Londres. En effet, le soir de sa mort, la capitale décide d'illuminer certains de ses bâtiments (comme le Tower Bridge) en violet pour faire écho à son personnage de Lady Violet dans Downton Abbey.
Les fans de la saga Harry Potter, eux, se rassemblent devant le château de Poudlard présent aux Studios Universal d’Orlando, aux États-Unis, pour lever leurs baguettes vers le ciel afin de lui rendre hommage. Elle meurt un an jour pour jour après Michael Gambon, qui interprétait Albus Dumbledore dans la saga.
La cérémonie d'obsèques se tient dans la plus stricte intimité ; elle est crématisée à Lurgashall (District de Chichester (Angleterre) et ses cendres sont ensuite remises à la famille. Selon la volonté de sa famille, le lieu de conservation ou de dispersion n’a pas été révélé.

## Théâtre
- 1951 : Children in Uniform de Christa Winsloe, mise en scène Eva Maria Lorm-Schaffer, Chewell Players : Annaliese
- 1951 : The Pick-up Girl d'Elsa Shelley, Oxford Playhouse : Jean
- 1952 : La Nuit des rois de William Shakespeare, Alistair McIntosh, Oxford Playhouse : Viola
- 1952 : He Who Gets Slapped de Leonid Andreïev, mise en scène Peter Bailey, Oxford Playhouse : Consuela
- 1952 : Cendrillon de Charles Perrault, mise en scène John Gordon Ash et Frank Shelley, Oxford Playhouse : un page
- 1953 : Rookery Nook de Ben Travers, mise en scène Frank Shelley, Oxford Playhouse : Poppy Dickey
- 1953 : The Housemaster de Ian Hay, mise en scène Frank Shelley, Oxford Playhouse : Button Farringdon
- 1953 : Cakes and Ale (revue), mise en scène Christopher Bell et Adrian Vale, Festival d'Édimbourg
- 1953 : The Love of Four Colonels de Peter Ustinov, Oxford Playhouse : Mme Frappot
- 1954 : The Ortolan de Michael Meyer, mise en scène Casper Wrede, Marston Hall (Oxford) : Gertrud
- 1954 : Don’t Listen, Ladies de Stephen Powys et Guy Bolton, Oxford Playhouse : Henriette
- 1954 : The Government Inspector de Nicolas Gogol : La femme du directeur de l'école, mise en scène de Peter Hall, Oxford Playhouse
- 1954 : La Lettre de William Somerset Maugham, Oxford Playhouse : Une servante chinoise
- 1954 : A Man About the House de Francis Brett Young, Oxford Playhouse : Maria
- 1954 : On the Mile (revue), mise en scène Christopher Bell et [Adrian Vale, Festival d'Édimbourg
- 1954 : Oxford Accents, mise en scène Ned Sherrin et Jeremy Bullmore, New Watergate (Londres)
- 1954 : Theatre 1900, mise en scène Peter Hall, Oxford Playhouse
- 1954 : Listen to the Wind de Vivian Ellis et Angela Ainley Jeans, mise en scène Peter Hall, Oxford Playhouse : West Wind
- 1955 : The Magistrate de Arthur Wing Pinero, mise en scène Peter Wood, Oxford Playhouse : Beatie Tomlinson
- 1955 : L'École de la médisance de Richard Brinsley Sheridan, mise en scène Peter Wood, Oxford Playhouse : Maria
- 1955 : Oxford Eight, mise en scène de Gareth Wigan et Don Erikson, New Watergate (Londres)
- 1956 : New Faces 56’ (revue), mise en scène David Thimar et Paul Lynde, Ethel Barrymore Theatre (New York)
- 1957 : Share My Lettuce (revue) de Bamber Gascoigne, Keith Statham et Patrick Gowers, mise en scène Eleanor Fazan, Lyric Hammersmith (Londres) : Orange
- 1958 : The Stepmother de Warren Chetham-Strode, mise en scène Henry Kaplan, St Martin's (Londres) : Vera Dane
- 1959 : The Double Dealer de William Congreve, mise en scène Michael Benthall, Festival d'Édimbourg et Old Vic Theatre (Londres) : Lady Plyant
- 1959 : Comme il vous plaira de William Shakespeare, mise en scène Wendy Toye, Old Vic Theatre : Celia
- 1959 : Richard II de William Shakespeare, mise en scène Val May, Old Vic Theatre : La Reine
- 1959 : Les Joyeuses Commères de Windsor de William Shakespeare, mise en scène John Hale, Old Vic Theatre : Madame Ford
- 1960 : Rhinocéros de Eugène Ionesco, mise en scène Orson Welles, Strand Theatre (Londres) : Daisy
- 1960 : What Every Woman Knows (en) de J. M. Barrie, mise en scène Peter Potter, Old Vic Theatre : Maggie Wylie
- 1960 : Strip the Willow de Berveley Cross, mise en scène Val May, tournée en Grande-Bretagne : Kathy Dawson
- 1961 : La Répétition ou l'Amour puni de Jean Anouilh, mise en scène John Hale, Bristol Old Vic et Globe Theatre (Londres) : Lucile
- 1962 : The Private Ear et The Public Eye de Peter Shaffer, mise en scène Peter Wood, Globe Theatre : Doreen / Belinda
- 1963 : Mary, Mary de Jean Kerr, Joseph Anthony, Queen's Theatre (Londres) : Mary McKellaway
- 1963 : The Recruiting Officer de George Farquhar, mise en scène William Gaskill, troupe du Royal National Theatre (RNT), Old Vic Theatre : Silvia
- 1964 : Othello de William Shakespeare, mise en scène John Dexter, RNT, Festival de Chichester et Old Vic Theatre : Desdémone
- 1964 : Solness le constructeur de Henrik Ibsen, mise en scène Peter Wood, RNT, Old Vic Theatre : Hilde Wangel
- 1964 : Hay Fever de Noël Coward, mise en scène de l'auteur, RNT, Old Vic Theatre : Myra Arundel
- 1965 : Beaucoup de bruit pour rien de William Shakespeare, mise en scène Franco Zeffirelli, RNT, Old Vic Theatre : Béatrice
- 1965 : Mademoiselle Julie de August Strindberg, mise en scène de Michael Elliott, RNT, Festival de Chichester et Old Vic Theatre : Julie
- 1965 : Black Comedy de Peter Shaffer, mise en scène John Dexter, RNT, Festival de Chichester et Old Vic Theatre : Clea
- 1966 : A Bond Honoured de John Osborne, mise en scène John Dexter, RNT, Old Vic Theatre : Marcela
- 1966 : Trelawny of the Wells d'Arthur Wing Pinero, mise en scène Desmond O’Donovan, RNT, Festival de Chichester et Old Vic Theatre : Avonia Bunn
- 1969 : La Provinciale de William Wycherley, mise en scène Robert Chetwyn, RNT, Festival de Chichester : Margery Pinchwife
- 1970 : Hedda Gabler de Henrik Ibsen, mise en scène Ingmar Bergman, RNT, Cambridge Theatre (Londres) : Hedda
- 1970 : Les Trois Sœurs d'Anton Tchekhov, mise en scène Laurence Olivier, RNT, Ahmanson Theatre (Los Angeles) : Macha
- 1970 : The Beaux’ Stratagem de George Farquhar, mise en scène William Gaskill, RNT, Ahmanson Theatre et Old Vic Theatre : Mrs Sullen
- 1971 : Sérénade à trois de Noël Coward, mise en scène Peter Wood, Ahmanson Theatre : Gilda
- 1972 : Les Amants terribles de Noël Coward, mise en scène John Gielgud, Queen's Theatre (Londres) : Amanda Prynne
- 1973 : Peter Pan de J. M. Barrie, mise en scène Robert Helpmann, Coliseum Theatre : Peter Pan
- 1974 : Snap! de Charles Laurence (en), mise en scène William Gaskill, Vaudeville Theatre (Londres) : Connie Hudson
- 1974-1975 : Les Amants terribles de Noël Coward, mise en scène John Gielgud, tournée américaine : Amanda Prynne
- 1976 : Le Train du monde de William Congreve, mise en scène Robin Philips, Festival de Stratford (Canada) : Millamant
- 1976 : Mesure pour mesure de William Shakespeare, mise en scène Robin Philips, Festival de Stratford (Canada) : Mistress Overdone
- 1976 : Antoine et Cléopâtre de William Shakespeare, mise en scène Robin Philips, Festival de Stratford (Canada) : Cléopâtre
- 1976 : Les Trois Sœurs d'Anton Tchekhov, mise en scène John Hirsch, Festival de Stratford (Canada) : Masha
- 1976-1977 : L'Officier de la garde de Ferenc Molnár, mise en scène Robin Philips, Ahmanson Theatre et Festival de Stratford (Canada) : L'actrice
- 1977 : Le Songe d'une nuit d'été de William Shakespeare, mise en scène Robin Philips, Festival de Stratford (Canada) : Hippolyta et Titiana
- 1977 : Richard III de William Shakespeare, mise en scène Robin Philips, Festival de Stratford (Canada) : la reine Elisabeth
- 1977 : Hay Fever de Noël Coward, mise en scène Robin Philips, Festival de Stratford (Canada) : Judith Bliss
- 1977-1978 : Comme il vous plaira de William Shakespeare, mise en scène Robin Philips, Festival de Stratford (Canada) : Rosalinde
- 1978 : Macbeth de William Shakespeare, mise en scène Robin Philips, Festival de Stratford (Canada) : Lady Macbeth
- 1978 : Les Amants terribles de Noël Coward, mise en scène Robin Philips, Festival de Stratford (Canada) : Amanda Prynne
- 1979-1980 : Night and Day de Tom Stoppard, mise en scène Peter Wood, Phoenix Theatre (Londres), Kennedy Center (Washington) et American National Theatre and Academy (New York) : Ruth Carson
- 1980 : La Mouette d'Anton Tchekhov, mise en scène Robin Philips, Festival de Stratford (Canada) : Arkadina
- 1980 : Beaucoup de bruit pour rien de William Shakespeare, mise en scène Robin Philips, Festival de Stratford (Canada) : Béatrice
- 1980-1981 : Virginia d'Edna O'Brien, mise en scène Robin Philips, Festival de Stratford (Canada) et Haymarket Theatre (Londres) : Virginia Woolf
- 1984 : Le Train du monde de William Congreve, mise en scène William Gaskill, Festival de Chichester et Haymarket Theatre : Millamant
- 1985 : The Interpreters de Ronald Harwood, mise en scène Peter Yates, Queen's Theatre : Nadia Ogilvy-Smith
- 1986 : La Machine infernale de Jean Cocteau, mise en scène Simon Callow, Lyric Hammersmith : Jocaste
- 1987 : Coming into Land de Stephen Poliakoff, mise en scène Peter Hall, National Theatre (Londres) : Halina Rodziewizowna
- 1987-1988 : Lettice and Lovage de Peter Shaffer, mise en scène Michael Blakemore, Globe Theatre (Londres) : Lettice Douffet
- 1990 : Lettice and Lovage de Peter Shaffer, mise en scène Michael Blakemore, Ethel Barrymore Theatre (New York) : Lettice Douffet
- 1993 : L'Importance d'être Constant d'Oscar Wilde, mise en scène Nicholas Hytner, Aldwych Theatre (Londres) : Lady Bracknell
- 1994-1995 : Three Tall Women d'Edward Albee, mise en scène Anthony Page, Wyndham Theatre (Londres) : A
- 1996 : Talking Heads : Bed among the lentils d'Alan Bennett, mise en scène de l'auteur, Festival de Chichester et Comedy Theatre (Londres) : Susan, la femme d'un pasteur
- 1997-1998 : A Delicate Balance d'Edward Albee, mise en scène Anthony Page, Haymarket Theatre : Claire
- 1999-2000 : The Lady in the Van d'Alan Bennett, mise en scène Nicholas Hytner, Queen's Theatre : Miss Sheperd, la clocharde
- 2002-2003 : The Breath of Life de David Hare, mise en scène Howard Davies, Haymarket Theatre : Madeleine Palmer
- 2004 : Talking Heads : Bed Among the Lentils d'Alan Bennett, mise en scène Anthony Page, Australie : Susan, la femme d'un pasteur
- 2007 : The Lady from Dubuque d'Edward Albee, mise en scène Anthony Page, Haymarket Theatre : Elizabeth
- 2019 : A German Life de Christopher Hampton, mise en scène Jonathan Kent (en), Bridge Theatre (en) : Brunhilde Pomsel

## Filmographie

### Cinéma
- 1956 : Child in the House (en) de Cy Endfield : une invitée de la fête (non créditée)
- 1958 : Le Criminel aux abois (Nowhere to Go) de Seth Holt et Basil Dearden : Bridget Howard
- 1962 : Tout feu, tout femme (en) (Go to Blazes) de Michael Truman (en) : Chantal
- 1963 : Hôtel international (The V.I.P.s) d'Anthony Asquith : Miss Mead
- 1964 : Le Mangeur de citrouilles (The Pumpkin Eater) de Jack Clayton : Philpot
- 1965 : Othello de Stuart Burge : Desdémone
- 1965 : Le Jeune Cassidy (Young Cassidy) de Jack Cardiff : Nora
- 1967 : Guêpier pour trois abeilles (The Honey Pot) de Joseph L. Mankiewicz : Sarah Watkins
- 1968 : Chauds, les millions (Hot Millions) d'Eric Till : Patty Terwilliger Smith
- 1969 : Les Belles Années de miss Brodie (The Prime of Miss Jean Brodie) de Ronald Neame : Jean Brodie
- 1969 : Ah Dieu ! que la guerre est jolie (Oh! What a Lovely War) de Richard Attenborough : la vedette de music-hall
- 1972 : Voyages avec ma tante (Travels with My Aunt) de George Cukor : tante Augusta Bertram
- 1973 : Love and Pain and the Whole Damn Thing d'Alan J. Pakula : Lila Fisher
- 1976 : Un cadavre au dessert (Murder by Death) de Robert Moore : Mme Dora Charleston
- 1978 : Mort sur le Nil (Death on the Nile) de John Guillermin : Miss Bowers
- 1978 : California Hôtel (California Suite) d'Herbert Ross : Diana Barrie
- 1981 : Quartet de James Ivory : Lois Heidler
- 1981 : Le Choc des Titans (Clash of the Titans) de Desmond Davis : Thétis
- 1982 : Meurtre au soleil (Evil Under the Sun) de Guy Hamilton : Daphne Castle
- 1982 : Drôle de missionnaire (The Missionary) de Richard Loncraine : Lady Isabel Ames
- 1982 : Ménage à trois (Better Late Than Never) de Bryan Forbes : Miss Anderson
- 1984 : Porc royal (A Private Function) de Malcolm Mowbray (en) : Joyce Chilvers
- 1984 : Lily in Love (en) de Károly Makk : Lily Wynn
- 1985 : Chambre avec vue (A Room With a View) de James Ivory : Charlotte Bartlett, le chaperon
- 1987 : The Lonely Passion of Judith Hearne de Jack Clayton : Judith Hearne
- 1991 : Hook ou la Revanche du capitaine Crochet (Hook) de Steven Spielberg : grand-mère Wendy
- 1992 : Sister Act d'Emile Ardolino : la Mère Supérieure
- 1992 : Le Jardin secret (The Secret Garden) d'Agnieszka Holland : Mrs Medlock
- 1993 : Sister Act, acte 2 (Sister Act 2: Back in the Habit) de Bill Duke : la Mère Supérieure
- 1995 : Richard III de Richard Loncraine : La duchesse d'York
- 1996 : Le Club des ex (The First Wives Club) de Hugh Wilson : Gunilla Garson Goldberg
- 1997 : Washington Square d'Agnieszka Holland : Lavinia Penniman
- 1999 : Curtain Call de Peter Yates : Lily Gale
- 1999 : The Last September de Deborah Warner : Lady Myra Naylor
- 1999 : Un thé avec Mussolini (Tea with Mussolini) de Franco Zeffirelli : Lady Hester Random
- 2001 : Gosford Park de Robert Altman : Constance, comtesse de Trentham
- 2001 : Harry Potter à l'école des sorciers (Harry Potter and the Philosopher's Stone) de Chris Columbus : Minerva McGonagall
- 2002 : Harry Potter et la Chambre des secrets (Harry Potter and the Chamber of Secrets) de Chris Columbus : Minerva McGonagall
- 2002 : Les Divins Secrets (Divine Secrets of the Ya-Ya Sisterhood) de Callie Khouri : Caroline Eliza « Caro » Bennett
- 2004 : Harry Potter et le Prisonnier d'Azkaban (Harry Potter and the Prisoner of Azkaban) d'Alfonso Cuarón : Minerva McGonagall
- 2004 : Les Dames de Cornouailles (Ladies in Lavender) de Charles Dance : Janet
- 2005 : Secrets de famille (Keeping Mum) de Niall Johnson (en) : Grace Hawkins
- 2005 : Harry Potter et la Coupe de feu (Harry Potter and the Goblet of Fire) de Mike Newell : Minerva McGonagall
- 2007 : Harry Potter et l'Ordre du Phénix (Harry Potter and the Order of the Phoenix) de David Yates : Minerva McGonagall
- 2007 : Jane (Becoming Jane) de Julian Jarrold : Lady Gresham
- 2009 : Harry Potter et le Prince de sang-mêlé (Harry Potter and the Half-Blood Prince) de David Yates : Minerva McGonagall
- 2009 : Le Secret de Green Knowe (From Time to Time) de Julian Fellowes : Linnet Oldknow
- 2010 : Nanny McPhee et le Big Bang (Nanny McPhee and the Big Bang) de Susanna White : Mrs. Docherty
- 2011 : Gnoméo et Juliette (Gnomeo and Juliet) de Kelly Asbury : Lady Bluebury (voix)
- 2011 : Harry Potter et les Reliques de la Mort, partie 2 (Harry Potter and the Deathly Hallows: Part 2) de David Yates : Minerva McGonagall
- 2011 : Indian Palace (The Best Exotic Marigold Hotel) de John Madden : Muriel Donnelly
- 2012 : Quartet de Dustin Hoffman : Jean Horton
- 2014 : My Old Lady de Israel Horovitz : Mathilde Girard
- 2015 : Indian Palace : Suite royale (The Second Best Exotic Marigold Hotel) de John Madden : Muriel Donnelly
- 2015 : The Lady in the Van de Nicholas Hytner : Miss Mary Shepherd/Margaret Fairchild
- 2018 : Sherlock Gnomes de John Stevenson : Lady Bluebury (voix)
- 2019 : Downton Abbey de Michaël Engler : Violet Crawley comtesse douairière de Grantham
- 2021 : Un garçon nommé Noël (A Boy Called Christmas) de Gil Kenan : tante Ruth
- 2022 : Downton Abbey 2 : Une nouvelle ère (Downton Abbey: A New Era) de Simon Curtis : Violet Crawley
- 2023 : Le Club des miracles (The Miracle Club) de Thaddeus O'Sullivan : Lily Fox

### Télévision

#### Téléfilms
- 1999 : All the King's Men (en) de Julian Jarrold : Alexandra de Danemark
- 1999 : David Copperfield de Simon Curtis : Betsey Trotwood
- 2003 : My House in Umbria (en) de Richard Loncraine : Mrs. Emily Delahunty
- 2007 : Capturing Mary (en) de Stephen Poliakoff : Mary Gilbert

#### Séries télévisées
- 1987 : Talking Heads (en) : Susan (saison 1, épisode 3)
- 1992 : Screen Two (en) : Mrs. Mabel Pettigrew (saison 8, épisode 13 : Memento Mori)
- 1993 : Great Performances : Violet Venable (saison 21, épisode 10 : Suddenly, Last Summer)
- 2010-2015 : Downton Abbey : Violet, comtesse douairière de Grantham (52 épisodes)

#### Autre
- 2014 : Downton Abbey : Le Drôle de Noël de Robert (sketch de l'émission Text Santa) de Julian Fellowes : Violet Crawley, comtesse douairière de Grantham

## Distinctions
Dame commandeur de l'ordre de l'Empire britannique depuis 1990 et Compagnon d'honneur depuis 2014, Maggie Smith est aussi docteur honoris causa de l'université de St Andrews et de l'université de Londres.
Elle a remporté deux Oscars : l'un pour Les Belles Années de miss Brodie (1969) et l'autre pour son second rôle dans California Hôtel (1978). Elle est l'une des six actrices à avoir gagné à la fois l'Oscar de la meilleure actrice et l'Oscar du meilleur second rôle féminin. Lauréate d'un Golden Globe (pour California Hôtel et Chambre avec vue), de deux Screen Actors Guild Awards et de deux Emmy Awards consécutifs pour le rôle de la comtesse douairière de Grantham dans la série télévisée Downton Abbey, elle est également l'actrice à avoir reçu le plus de BAFTA Awards de la meilleure actrice.
Elle est enfin l'une des rares actrices à avoir obtenu la Triple Crown of Acting, c'est-à-dire à avoir remporté au moins un Oscar, un Emmy Award et Tony Award.

## Voix francophones
En France, Maggie Smith est notamment doublée entre 1972 et 1996 par Jacqueline Porel, qui est sa voix dans Voyages avec ma tante, California Hôtel, Porc royal, Sister Act, Le Jardin secret, Sister Act, acte 2 et Le Club des ex. Nadine Alari lui prête notamment sa voix entre 1963 et 1981 dans Hôtel international, Le Jeune Cassidy, Chauds, les millions, Mort sur le Nil et Le Choc des Titans tandis que Martine Sarcey la double à deux reprises dans Les Belles Années de miss Brodie et Chambre avec vue. Enfin, elle est doublée Anne Carrère dans Guêpier pour trois abeilles, Michèle Montel dans Un cadavre au dessert, Perrette Pradier dans Meurtre au soleil, Anne Deleuze dans Drôle de missionnaire, Monique Mélinand dans Hook ou la Revanche du capitaine Crochet et Danielle Volle dans Un thé avec Mussolini.
Dans les années 2000, elle est notamment doublée par Claude Chantal qui est sa voix dans les cinq premiers films de la saga Harry Potter ainsi que dans Les Divins Secrets et Secrets de famille. Par la suite, Mireille Delcroix lui succède dans la saga Harry Potter, et la retrouve dans la quasi-totalité de ses apparitions, c'est-à-dire Le Secret de Green Knowe, Downton Abbey, Quartet, The Lady in the Van, My Old Lady et Un garçon nommé Noël. En parallèle, elle est doublée en 2001 par Nathalie Nerval dans Gosford Park, en 2004 par Nita Klein dans Les Dames de Cornouailles, Martine Sarcey la retrouve en 2010 dans Nanny McPhee et le Big Bang tandis que Michelle Ernou la double dans Indian Palace et Indian Palace : Suite royale.
Au Québec, Claudine Chatel la double dans la saga Harry Potter, ainsi que dans le film Le Quatuor. Élisabeth Chouvalidzé est sa voix dans Rock'n Nonne 2 : Retour au couvent, Les Divins Secrets des petites Ya-Ya, Parfum de lavande, Le Retour de Nounou McPhee et Downtown Abbey tandis que Yolande Roy la double à deux reprises dans Capitaine Crochet et Le Jardin secret. Elle est également doublée à titre exceptionnel par Françoise Faucher dans Richard III et Béatrice Picard dans Un week-end à Gosford Park.